# П'ядики
П'я́дики — село в Україні, у Коломийському районі Івано-Франківської області. Адміністративний центр П'ядицької сільської громади. Лежить на річці Косачівці, за 5 км від районного центру. Через село проходить залізниця Львів — Чернівці. З півночі до села примикає лісовий масив. Населення — 3689 чоловік.

## Населення

### Мова
Розподіл населення за рідною мовою за даними перепису 2001 року:
| Мова       | Кількість | Відсоток |
| ---------- | --------- | -------- |
| українська | 3541      | 99.27%   |
| російська  | 14        | 0.39%    |
| польська   | 7         | 0.20%    |
| румунська  | 2         | 0.06%    |
| вірменська | 2         | 0.06%    |
| білоруська | 1         | 0.02%    |
| Усього     | 3567      | 100%     |

## Гімн села П'ядики
Слова М. Гуменюк, музика І. Гнатюка
Воля Господня  і праця його породили,

Тут, на Покутті, воно і розквітло, й зросло,

В славній державі могутнього князя Данила,

П'ядики рідні - улюблене наше село.

Слався в віках, П'ядицька земле велична!

Слався, земле свята!

Хай колоситься завжди твоя нива пшенична,

Нива твоя золота!!!

## Важливі об'єкти
У межах села розташований спортивний аеродром, де проводяться змагання із аероакробатики.

## Світлини

П'ядицька сільська рада
Народний дім і книгозбірня
П'ядицька ЗОШ
Пам'ятник жертвам сталінсько-гітлерівського фашизму
Пам'ятник Мельничуку С. О.
Пам'ятник М. Ірчану
Хрест на честь скасування панщини та каплиця
Нова церква (1998 р.)
Нова церква
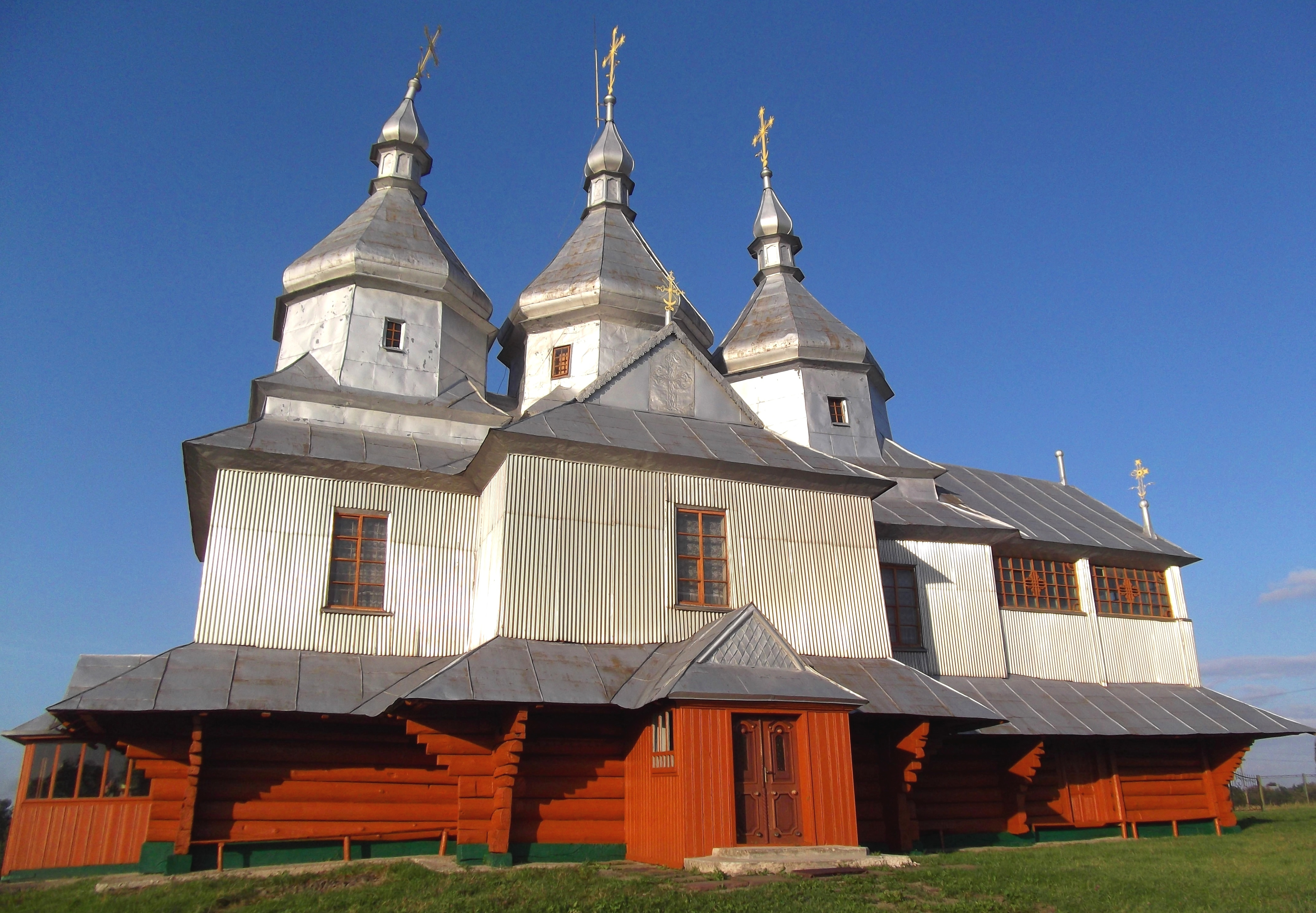
Церква Покрови Пресвятої Богородиці
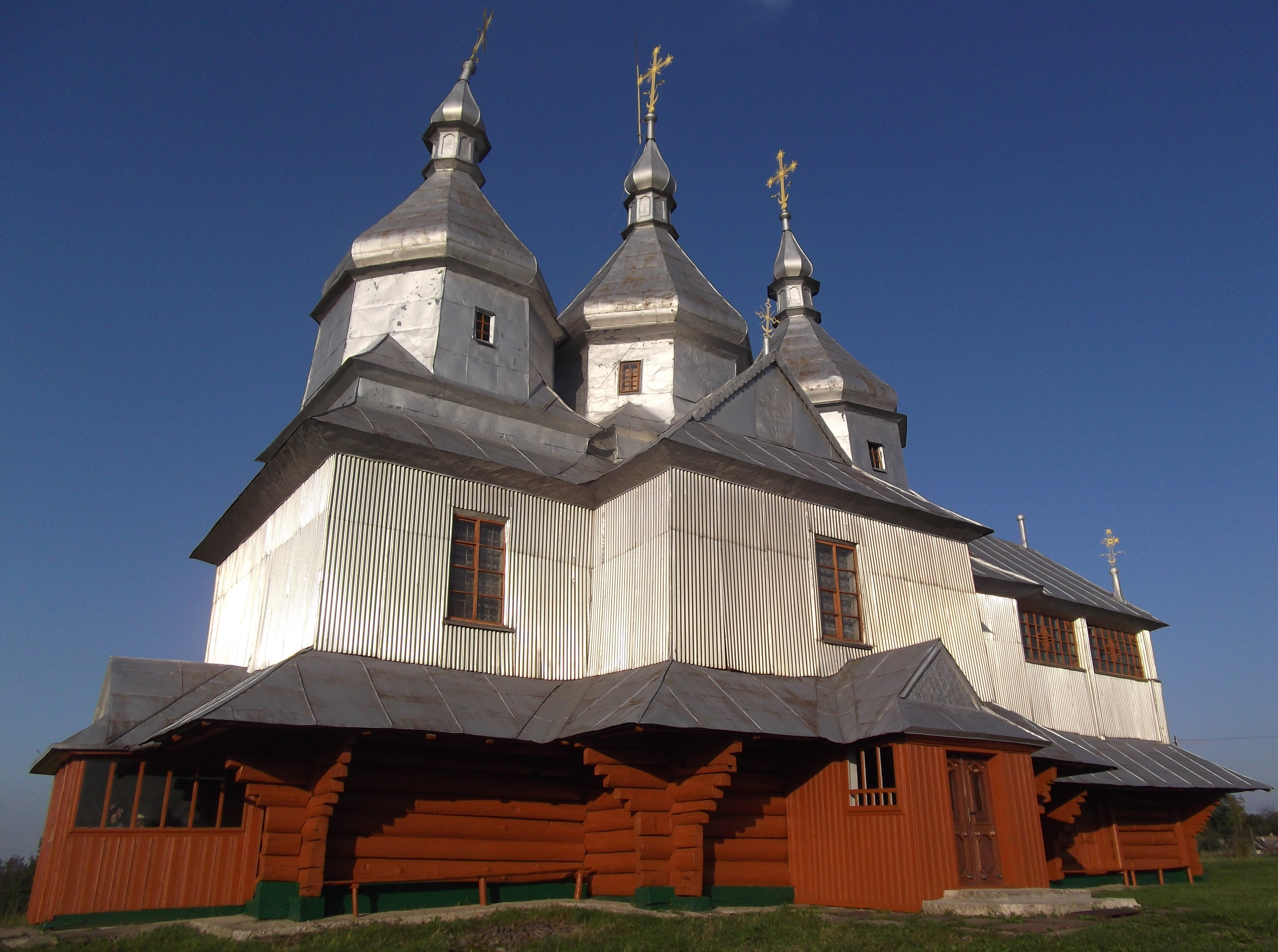
Церква Покрови Пресвятої Богородиці
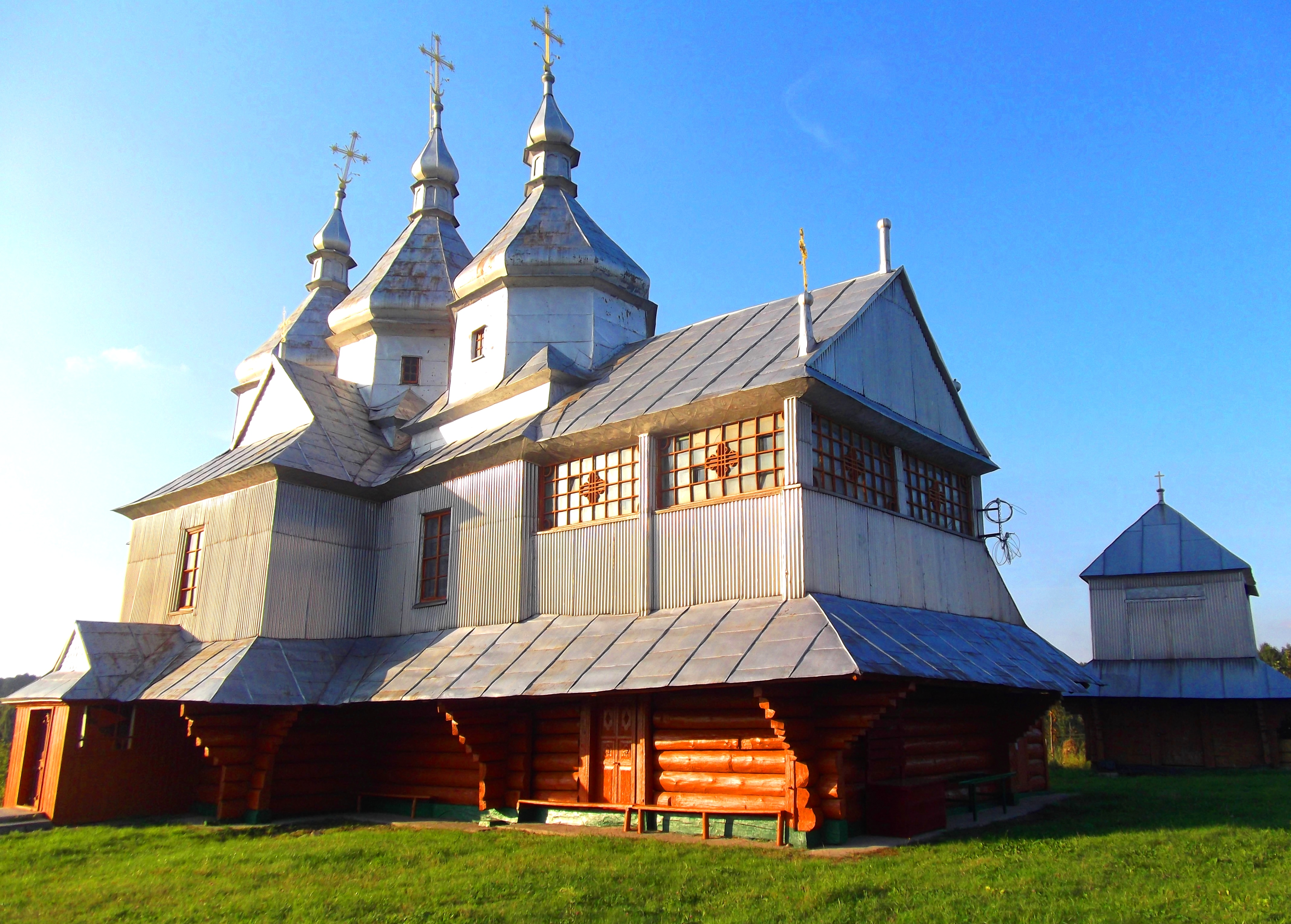
Церква Покрови Пресвятої Богородиці

| Україна | Це незавершена стаття з географії України. Ви можете допомогти проєкту, виправивши або дописавши її. |